# Къща на Начо Коев
Къщата на Начо Коев се намира на улица „Генерал Столетов“ №123 в Стара Загора.
Построена е през 1927 г. за семейството на фармацевта Начо Коев. Проектът на къщата е френски и се строи от столичен архитект, а в периода 1925 – 1927 г. архитект Христо Димов преработва проекта и ръководи строежа.
Над стълбите към входната врата е изградена каменна балюстрада. Под всички стрехи има фестони със зъборез. Еркерът е тристенен. Над многостенния ъгъл на къщата е издигнат остовръх осмостенен купол.